# Joseph Staten
Œuvres principales
- Contact Harvest

Joseph Staten, né à San Francisco en Californie, est un écrivain américain. Il travaille depuis 1998 pour le développeur de jeux Bungie Studios, notamment sur la célèbre trilogie Halo. Son premier roman, Contact Harvest, a atteint la 3e place des best-sellers sur la liste du New York Times dès la première semaine de sa sortie. 

## Biographie
Fils d'un théologien, Joseph Staten souhaitait à l'origine devenir un acteur, mais a rejoint la compagnie Bungie Studios en 1998. Staten occupe les fonctions de directeur des cinématiques de jeux de Bungie, notamment la trilogie Halo, ainsi que l'écriture des scripts et des dialogues. Staten a également été impliqué dans la gestion de l'expansion de la franchise Halo vers d'autres studios et producteurs, dont celle de Peter Jackson Wingnut. Interactive... 

## Œuvres

### UniversHalo
Les autres numéros de cette série sont écrits par d'autres auteurs.
1. Contact Harvest, Milady, 2014 ((en) Contact Harvest, 2006)